# Darmansjah Djumala

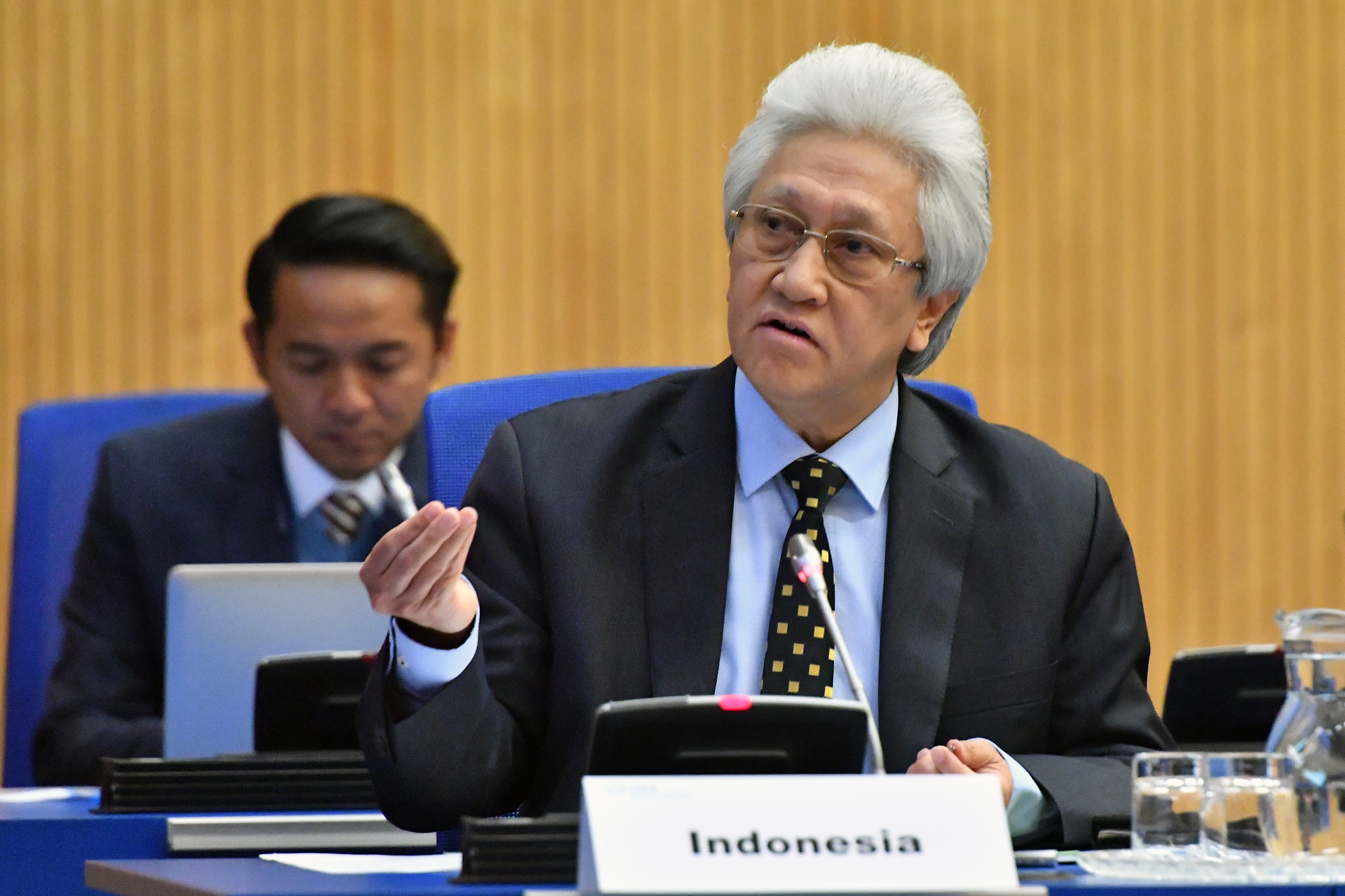
Darmansjah Djumala (2020)

Darmansjah Djumala (* 29. November 1958 in Palembang) ist ein indonesischer Diplomat. Seit 2017 ist er Botschafter Indonesiens in Österreich und Slowenien und Ständiger Vertreter bei den internationalen Organisationen in Wien.

## Leben
Djumala studierte Entwicklung an der Sriwijaya-Universität in Palembang (Bachelor of Economics, 1982) und Internationale Beziehungen an der Webster University (Campus Genf, Master of Arts, 1997). 2011 promovierte er in Politikwissenschaften an der Universität Padjadjaran in Bandung.
1984 trat er in den indonesischen diplomatischen Dienst ein. Er arbeitete dort zunächst in der Direktion für Investitionen und finanzielle Zusammenarbeit, bevor er 1986 zum Leiter der Unterabteilung für Investitionszusammenarbeit in Europa, Nahost und Afrika ernannt wurde. 1988 folgte die erste Auslandsverwendung an der indonesischen Botschaft in Tokio, wo er bis 1992 die Unterabteilung für finanzielle und wirtschaftliche Zusammenarbeit leitete und als Assistent des Botschafters fungierte. Anschließend kehrte er nach Jakarta zurück und leitete bis 1994 in der Direktion für multilaterale wirtschaftliche Zusammenarbeit die Abteilung für operative Aufgaben.
Von 1994 bis 1996 war er zunächst in der Ständigen Vertretung Indonesiens bei den Vereinten Nationen, der Welthandelsorganisation (WTO) und anderen internationalen Organisationen in Genf und anschließend bis 1998 im Generalkonsulat in New York jeweils Leiter der Abteilung für Wirtschaftsfragen. Ab 1999 war er Stellvertretender Direktor für den Wirtschafts- und Sozialrat der Vereinten Nationen in der Direktion für multilaterale wirtschaftliche Zusammenarbeit im indonesischen Außenministerium, bevor er 2001 zurück nach New York ging, diesmal als Leiter der Abteilung für Wirtschaftsfragen in der Ständigen Vertretung Indonesiens bei den Vereinten Nationen.
Von 2003 bis 2005 war er Gesandter an der indonesischen Botschaft in Brüssel und kehrte anschließend nach Jakarta zurück, wo er im indonesischen Außenministerium die Leitung des Zentrums für diplomatische Ausbildung und Bildung übernahm (2006–2010).
2010 wurde er zum indonesischen Botschafter in Polen ernannt und hatte dieses Amt bis 2014 inne. Es folgten Verwendungen in Indonesien, zunächst als Generaldirektor der Agentur für Politikanalyse und Entwicklung (BPPK, 2014–2015) und danach als Büroleiter des indonesischen Präsidenten Joko Widodo (2015–2017).
Seit 2017 ist Djumala Botschafter Indonesiens in Österreich und Slowenien und Ständiger Vertreter bei den internationalen Organisationen in Wien. In dieser Funktion war er von 2017 bis 2018 Vorsitzender des Gouverneursrats der Internationalen Atomenergie-Organisation (IAEO).
Djumala unterrichtet als Dozent an der Fakultät für Sozial- und Politikwissenschaften an der Universität Padjadjaran in Bandung.
Er ist verheiratet und hat drei Kinder.

## Veröffentlichungen
- Darmansjah Djumala: COVID-19: An ordeal for globalization (archive) In: The Jakarta Post. 14. Mai 2020, abgerufen am 21. August 2020.
- Darmansjah Djumala: Soft power untuk Aceh: resolusi konflik dan politik desentralisasi. Gramedia Pustaka Utama, Jakarta 2013, ISBN 979-22-8755-8.